# Lindner Family Tennis Center
Lindner Family Tennis Center – kompleks tenisowy w amerykańskim Cincinnati, w przedmieściach Mason, w stanie Ohio.
W swojej historii kompleks wielokrotnie przechodził renowacje. Ostatnia miała miejsce w 2010 roku – wybudowano wówczas sześć nowych kortów, w tym jedno boisko tenisowe na 4000 widzów, i drugie z pojemnością 2500 osób. Rozbudowano również kort centralny do pojemności 11 400 osób. Drugi pod względem wielkości kort w obiekcie, Grandstand Court dla 5000 widzów, został otwarty w 1995 roku. Łącznie w Lindner Family Tennis Center funkcjonuje 16 kortów typu DecoTurf.
Corocznie odbywa się na stadionie męski i żeński turniej tenisowy Cincinnati Masters. Męska impreza jest rangi ATP Tour Masters 1000, natomiast żeńska WTA Premier 5.